# Deuses Lúcrios
Deuses Lúcrios (em latim: Dii/Dei Lucrii) são um grupo de divindades Romanas mencionados pelo apologista Cristão Arnóbio (d. 330 d.c.):
"De fato, quem está lá, quem iria acreditar que não são deuses de lucro, e que presidem a busca de lucros, o que vem a maior parte do tempo a partir da base de dados de fontes e sempre em detrimento de outros?"  